# Памятники Кременчугским воинам-работникам
Памятники Кременчугским воинам-работникам — ряд памятников города Кременчуг (Полтавская область, Украина), установленных в честь работников городских предприятий, погибших в годы Второй мировой войны.

## История
До Второй мировой войны Кременчуг являлся крупным промышленным центром с многочисленными предприятиями. С наступлением немецких войск в 1941 году больша́я часть промышленности была эвакуирована вместе со специалистами вглубь страны (см. Эвакуация в СССР). Некоторые сотрудники, однако, участвовали в боевых действиях, в частности — в составе дивизии народного ополчения. В советский период послевоенного восстановления города в честь погибших на войне работников был установлен ряд памятников: в 1954 году был установлен мемориал на Мясокомбинате, в 1965 году — памятники вагоностроителям, железнодорожникам, работникам карьера, табачной и трикотажной фабрик. В последующие годы список пополнился мемориалами работникам дорожных машин, шлалопропиточного и кожевенного заводов. В 1982 году большая часть памятников была взята под охрану в качестве памятников истории.

## Перечень памятников
Ниже приведён перечень установленных в советский период памятников воинам-работникам городских предприятий, согласно изданию «Полтавщина. Энциклопедический справочник» 1992 года.

### Памятник работникам Крюковского вагоностроительного завода

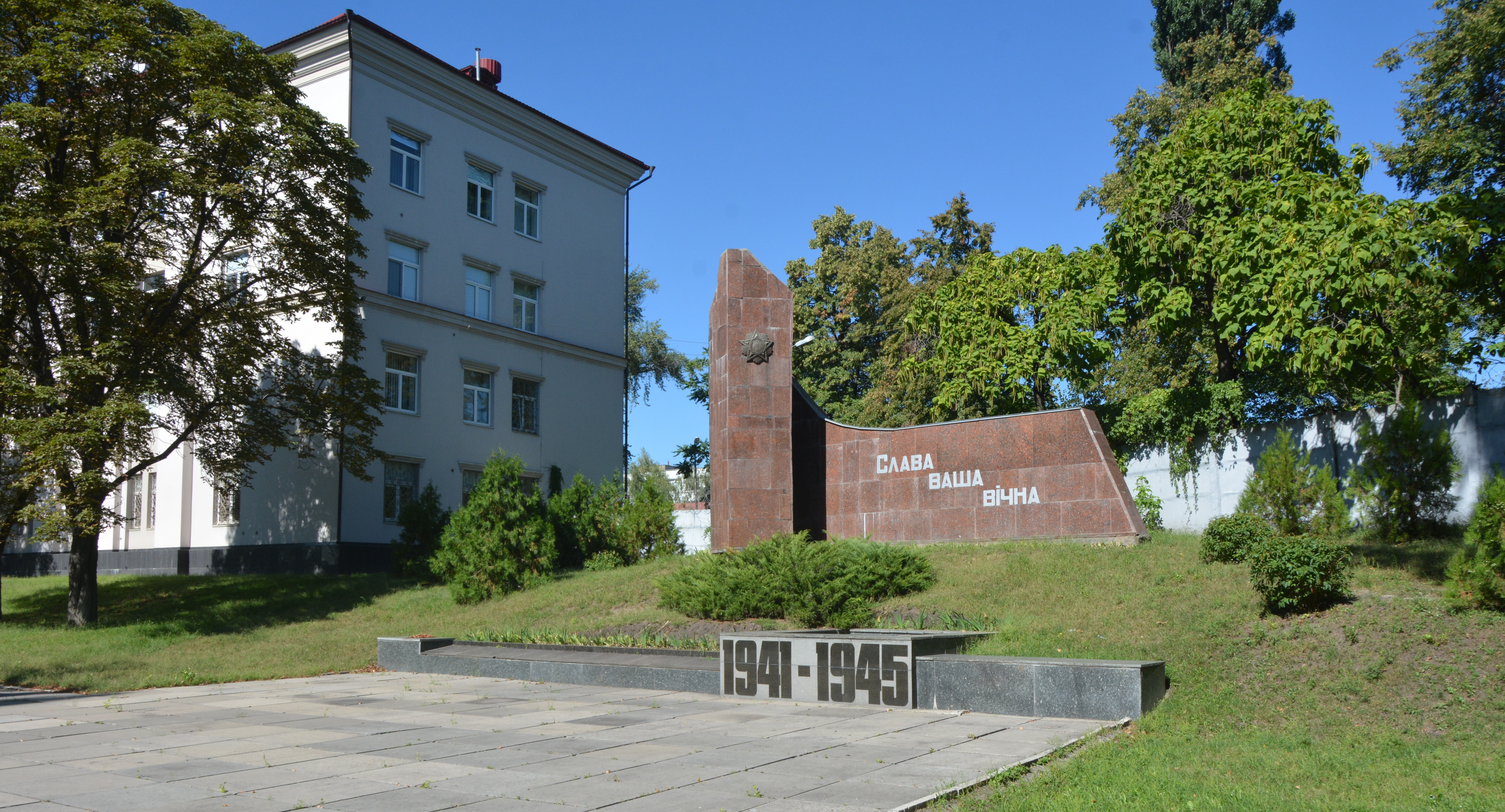
Памятник рабочим вагоностроительного завода в 2016 году

Памятник, посвящённый 130 (по другим данным — 132) погибшим сотрудникам Крюковского вагоностроительного завода, был установлен в 1965 году (по другим данным — в 1975 году) в сквере возле завода. Центром мемориальной композиции является гранитный обелиск высотой 5,4 метра, продолжением которого является стела размерами 9,5 на 2,3 метра. На 14 плитах выбиты имена погибших работников завода. К изначальному списку погибших со временем были добавлены новые имена, окончательный список включает 140 погибших сотрудников. Возле памятника был открыт Вечный огонь. В 1982 году мемориал был включён в перечень памятников истории города. На вагоностроительном заводе существовала ежегодная традиция в преддверии Дня Победы проводить возле обелиска памятный митинг.

### Памятник работникам 12-й дистанции железной дороги
Бетонный обелиск высотой 6 метров и мраморная доска с именами 17 погибших работников 12-й (Кременчугской) дистанции Южной железной дороги были установлены на улице Леонова в 1965 году. В 1982 году обелиск был отнесён к памятникам истории.

### Памятник работникам вагонного депо
Металлический обелиск высотой 4 метра и доска с именами четырёх погибших работников вагонного депо станции Кременчуг были установлены перед зданием депо в 1965 году. В 1982 году обелиск был отнесён к памятникам истории.

### Памятник работникам Крюковского карьероуправления

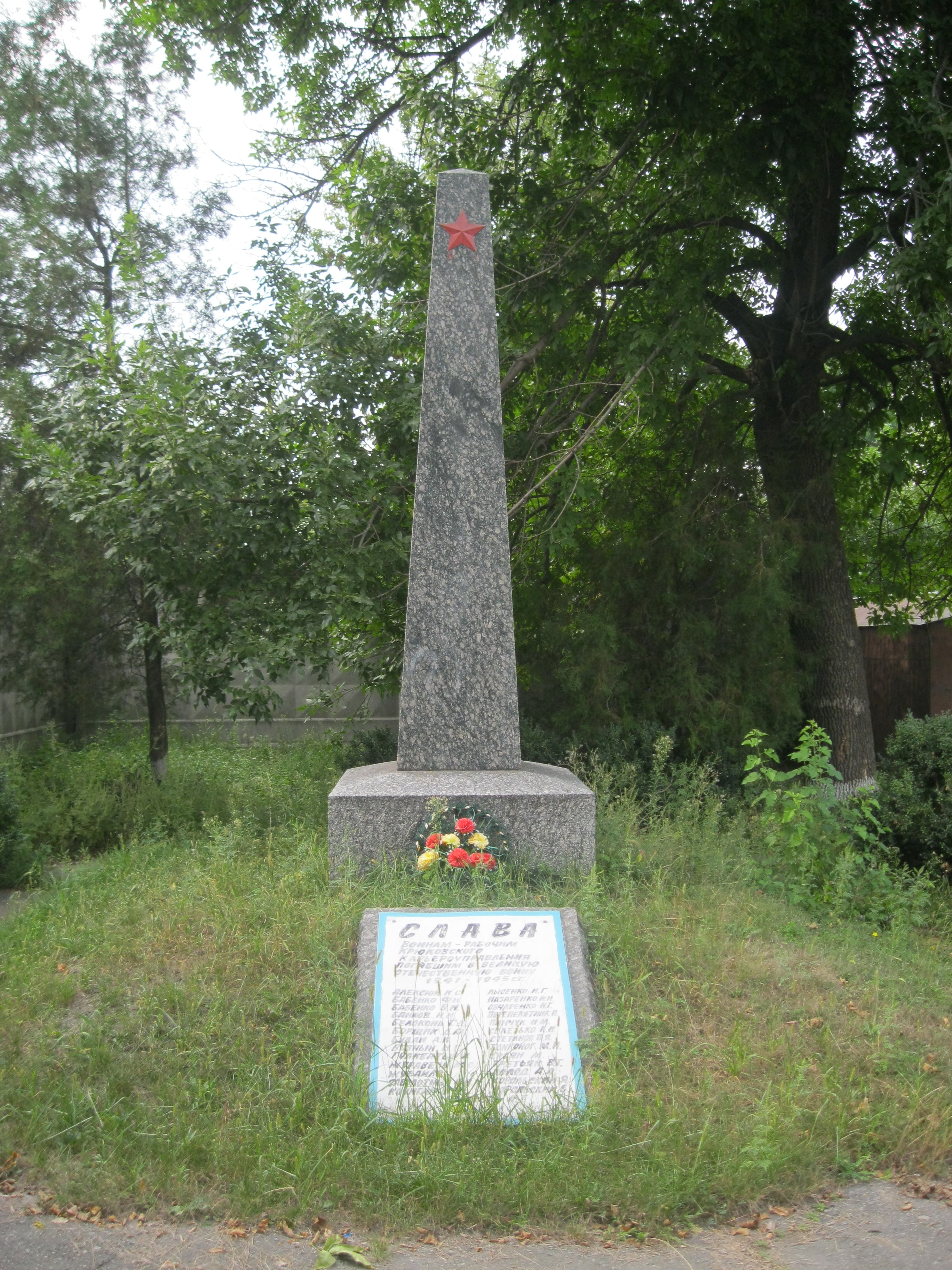
Памятник рабочим карьероуправления в 2016 году

Гранитный обелиск высотой 3 метра с мраморной мемориальной доской, на которой указаны имена 28 погибших работников Крюковского карьероуправления, был установлен на улице Крупской (ныне — улица Соломии Крушельницкой) в 1965 году. В 1982 году отнесён к памятникам истории.

### Памятник работникам табачно-махорочной фабрики
Памятник был установлен на улице 1905 года в 1965 году. Представляет собой металлический обелиск с мемориальной доской, на которой указаны имена 15 погибших на войне работников Кременчугской табачно-махорочной фабрики.

### Памятник работникам трикотажной фабрики
Памятник четырём погибшим работникам трикотажной фабрики был установлен в 1965 году на улице Артёма (ныне — улица Николаевская). Представляет собой гранитный обелиск высотой 2 метра, на двух гранях которого установлены мемориальные доски. Является памятником истории с 1982 года.

### Памятник работникам производственного объединения «Дорожные машины»

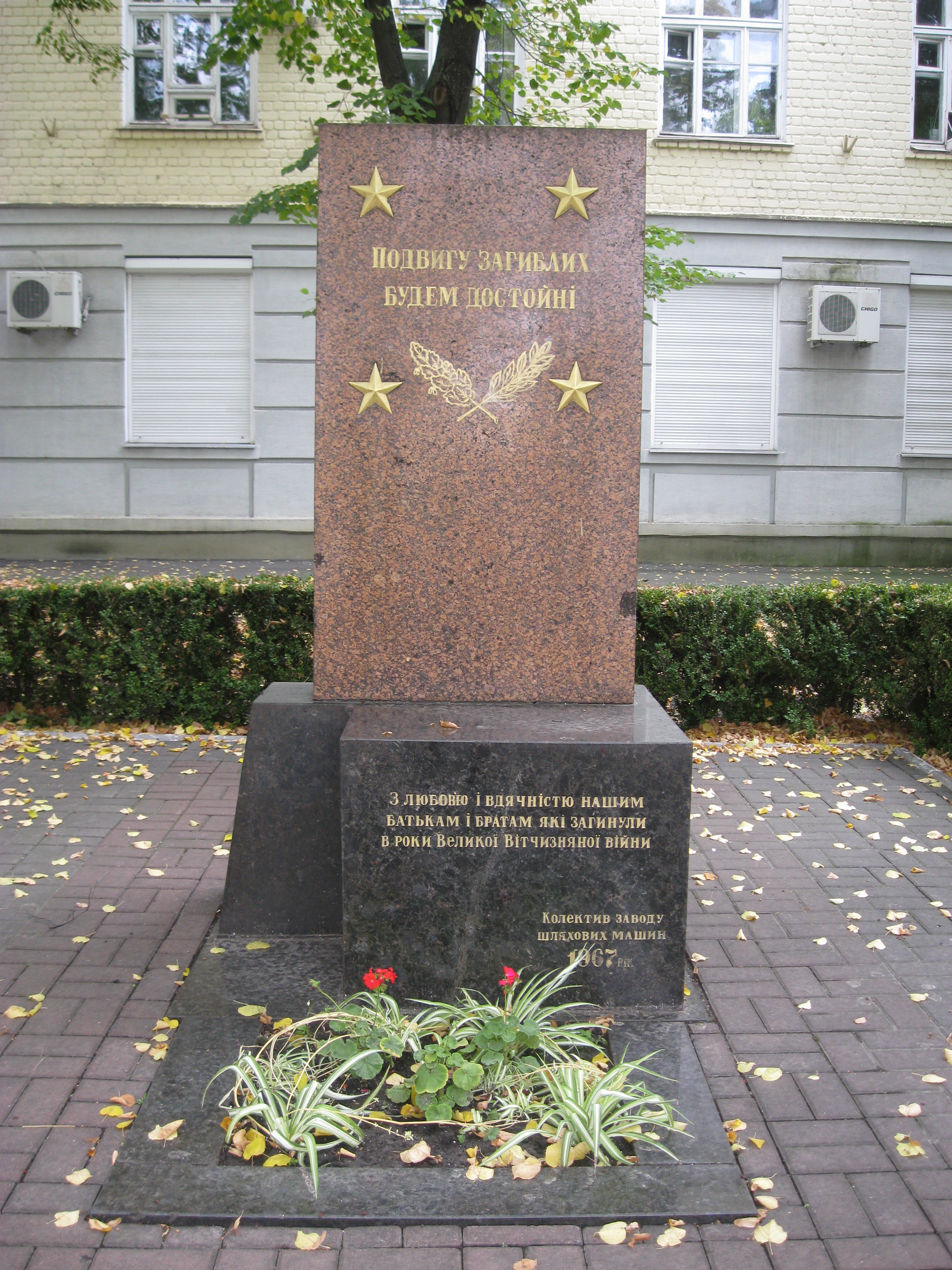
Памятник рабочим завода дорожных машин в 2016 году

Гранитный обелиск высотой 1,6 метра с мемориальной плитой был установлен на территории завода дорожных машин (ныне — Кредмаш) в 1967 году. С 1982 года обелиск относится к памятникам истории города.

### Памятник работникам шпалопропиточного завода
Железобетонный обелиск высотой 2,5 метра с мемориальной табличкой был установлен на улице Республиканской (ныне — проспект Свободы) в 1967 году. Памятник посвящён 6 погибшим работникам Кременчугского шпалопропиточного завода.

### Памятник работникам комбината «Нерудбудматериалы»

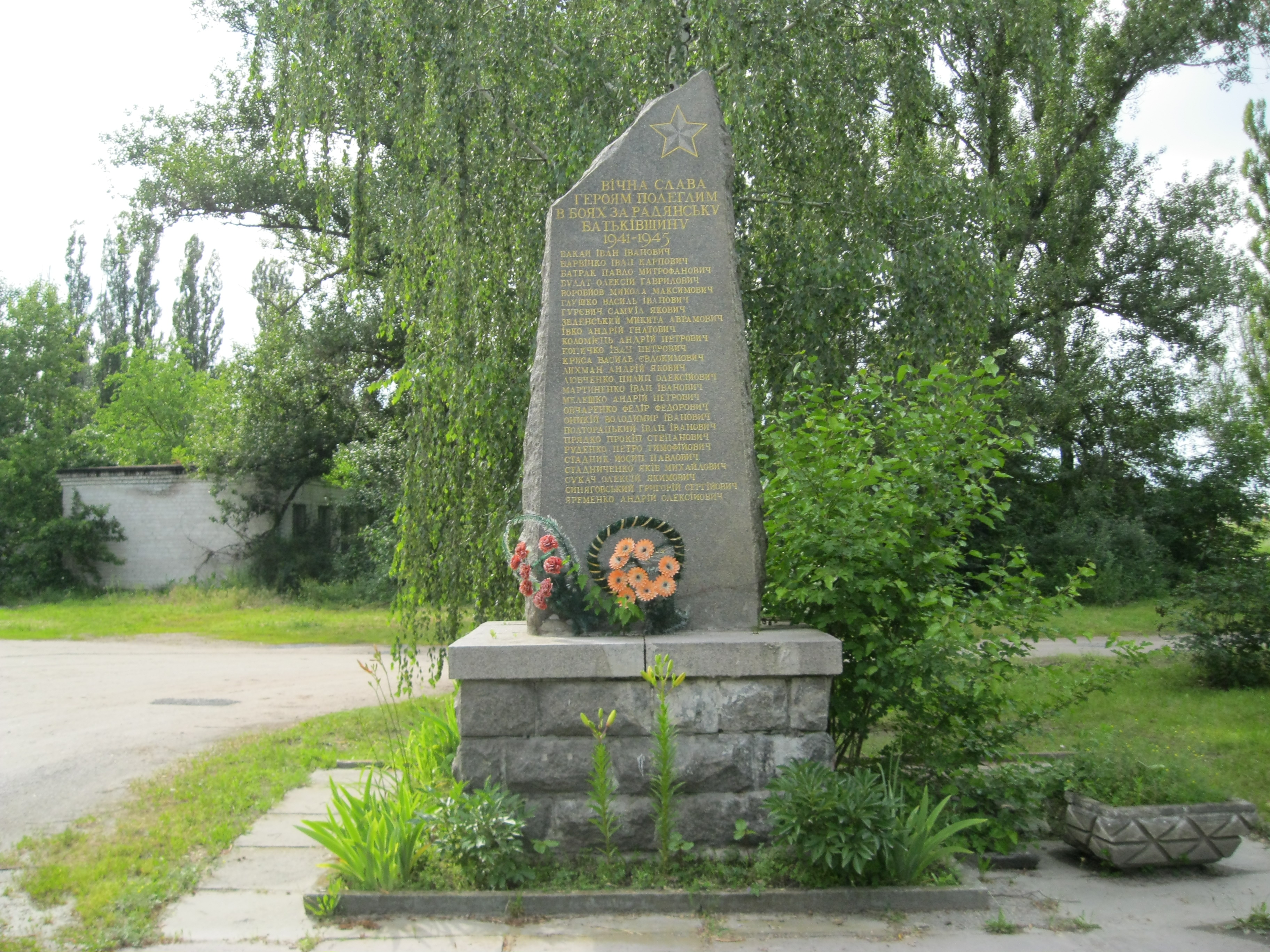
Памятник рабочим объединения нерудных строительных материалов в 2016 году

Гранитный обелиск высотой 3 метра, на котором выбиты имена 26 погибших работников комбината, был установлен в 1974 году на улице Ярмарочной. С 1982 года является памятником истории.

### Памятник работникам кожевенного завода
Бетонный обелиск высотой 6 метров и мемориальная доска с именами 12 погибших работников кожевенного завода были установлены на улице Леонова в 1985 году. В 1982 году монумент был отнесён к памятникам истории.